# لين نيوكومب
لين نيوكومب (بالإنجليزية: Len Newcombe)‏ هو مدرب كرة قدم ولاعب كرة قدم بريطاني في مركز نصف الجناح، ولد في 28 فبراير 1931 في سوانزي في المملكة المتحدة، وتوفي بنفس المكان في أغسطس 1996. لعب مع نادي برينتفورد ونادي غيلفورد سيتي ونادي فولهام ونادي مارغيت.